# Лусня
Лусня — река в России, протекает по Куньинскому району Псковской области. Длина реки составляет 34 км. Площадь водосборного бассейна — 163 км².
Система водного объекта: Кунья → Ловать → Волхов → Нева → Балтийское море.

## География и гидрология
Истоки реки находятся на территории Боталовской волости у деревень Луговицы, Кузнецово, Плешково, Захарцево. Далее река течёт за запад, пересекает М9 E 22, протекает у деревни Кресты и через посёлок Кунья — центр Куньинского района. Ниже на реке стоит деревня Боталово — центр Боталовской волости. У деревни Гришино река поворачивает на север, а после деревни Трулино опять поворачивает на запад. Менее, чем в километре от устья на берегу реки стоит деревня Жегалово Ущицкой волости. Устье реки находится в 162 км по правому берегу реки Кунья напротив деревни Сергино. Высота устья — 105 м над уровнем моря.
В 13 км от устья, по левому берегу реки впадает река Финевка.
В реку сбрасывает сточные воды ЗАО «Великолукский молочный комбинат»

## Данные водного реестра
По данным государственного водного реестра России относится к Балтийскому бассейновому округу, водохозяйственный участок реки — Ловать и Пола, речной подбассейн реки — Волхов. Относится к речному бассейну реки Нева (включая бассейны рек Онежского и Ладожского озера).
Код объекта в государственном водном реестре — 01040200312102000023223.